# مؤسسة التمويل الدولية
مؤسسة التمويل الدولية (بالإنجليزية: International Finance Corporation)‏ هي أحد أعضاء مجموعة البنك الدولي تعنى بالتعامل مع القطاع الخاص. إنها مؤسسة عالمية للاستثمار وتقديم المشورة، وهي ملتزمة بتشجيع المشاريع المستدامة في البلدان النامية الأعضاء بها، والتي تتميز بفائدتها الاقتصادية، وسلامتها المالية والتجارية، واستدامتها بيئياً واجتماعياً. ونحن نؤمن بأن النمو الاقتصادي السليم هو المفتاح لتخفيض أعداد الفقراء؛ بحيث يقوم على تنمية روح المبادرة بالمشاريع الخاصة والاستثمار الناجح في القطاع الخاص؛ وتؤمن بضرورة توفر بيئة أعمال مواتية لكي يزدهر القطاع الخاص ويساهم في تحسين أحوال الناس المعيشية. وتسعى إلى مواصلة تحسين أدائها من خلال الاستجابة السريعة للعملاء، وتبادل نجاحاتها، والتعلم من خبراتها. ونلتزم وتعمل بجهد من أجل تحقيق المبادئ التالية:
1. خوض غمار المخاطر المدروسة التي لا يستطيع القطاع الخاص خوضها بمفرده؛
2. إتاحة الفرص، على نحو تجريبي، في البلدان والقطاعات الجديدة، لتعظيم الأثر الإيضاحي والدور التحفيزي لمشاريعنا؛
3. الابتكار من خلال تنمية أدوات وخدمات جديدة تلبي احتياجات عملائنا بصورة أفضل؛
4. تقديم المشورة جيدة النوعية عندما لا يكون القطاع الخاص راغباً أو قادراً على تقديمها؛
5. تبادل المعارف من أجل تعزيز الاستثمار الناجح للقطاع الخاص، وروح المبادرة بالأعمال الخاصة، وتعزيز بيئات الأعمال التجارية؛
6. الإدماج الكامل لأفضل الممارسات البيئية، والاجتماعية، وتلك المتعلقة بنظام إدارة الشركات في جميع أعمالنا؛ و
7. أن نتسم بالاستجابة لاحتياجات تلك البلدان والقطاعات الخاصة المتعاملة معنا، في التوقيت الملائم.